# Liste de personnalités liées à Limoges
Cette liste de personnalités liées à Limoges présente des personnalités liées à la commune de Limoges, préfecture du département de la Haute-Vienne.

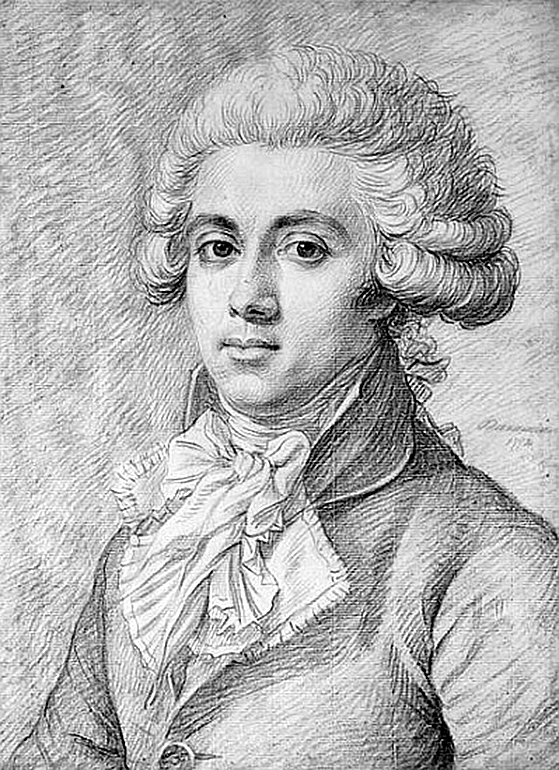
Pierre Victurnien Vergniaud

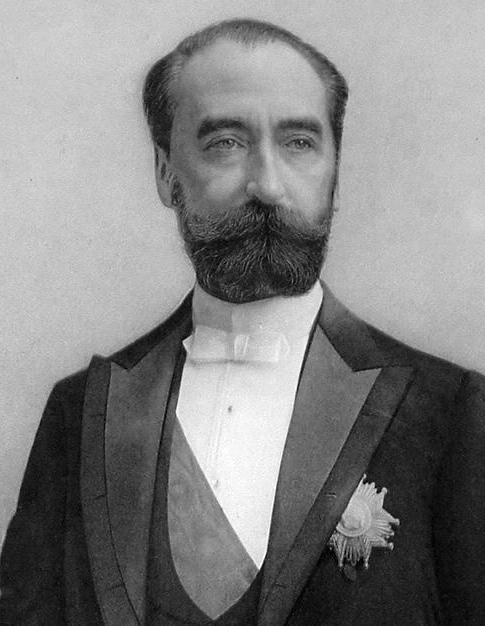
Sadi Carnot

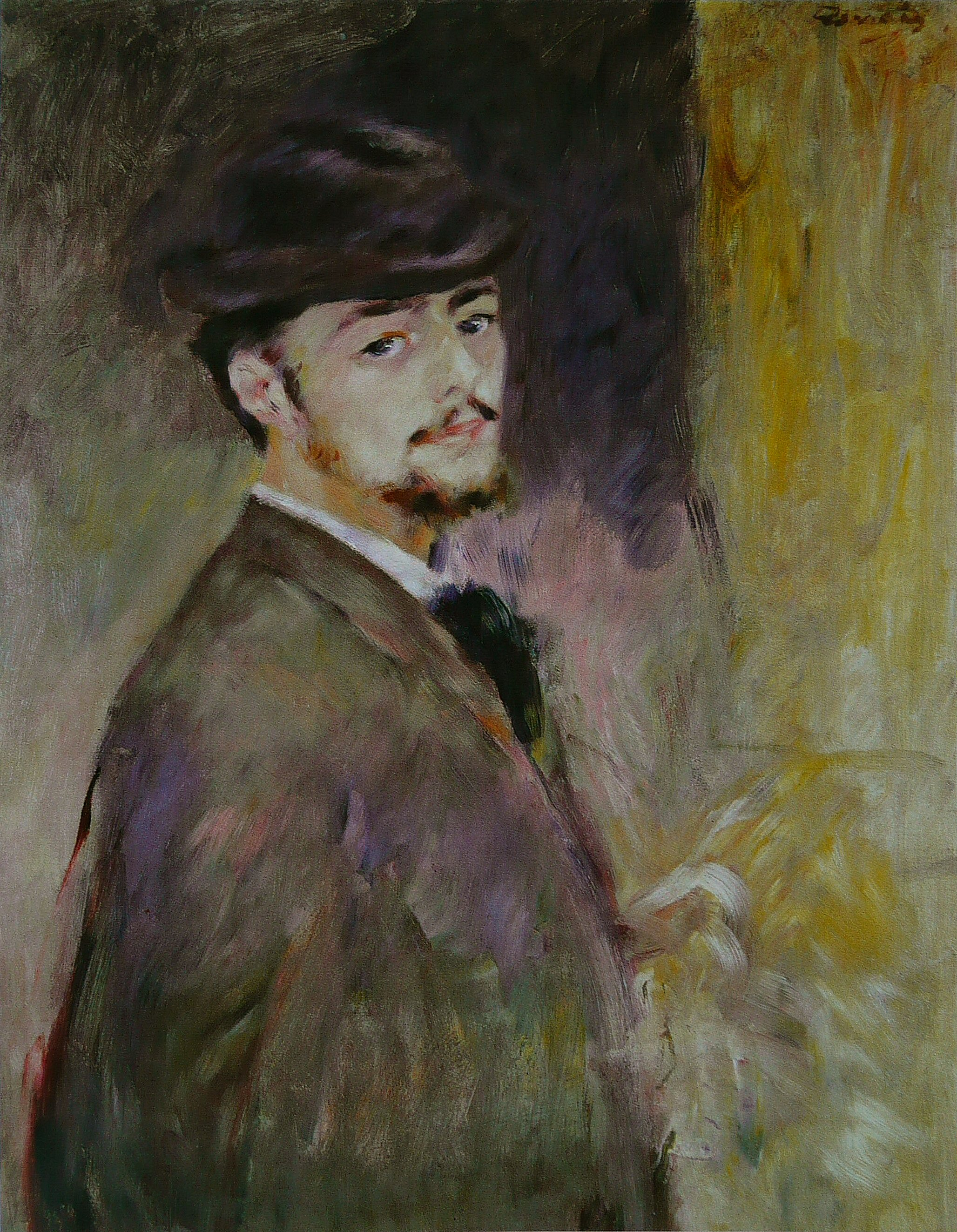
Auguste Renoir

## Acteurs
- Arlette Téphany (1935-2018), comédienne française, chanteuse, metteuse en scène.
- Laëtitia Milot (née en 1980), actrice et mannequin française, elle a un rôle majeur dans le feuilleton de France 3 Plus belle la vie.
- Djimo (né en 1990 à Limoges), acteur français.
- Jacques Mattler (né en 1892 à Limoges et mort en 1954), acteur français.
- Julien Pestel (1988), acteur, scénariste et réalisateur français.
- Jean Lefebvre (1919-2004), acteur français.
- René Navarre (1877-1968), acteur dans les films Fantômas de Louis Feuillade.
- Stéphanie Lagarde (né en 1969 à Limoges), actrice française.
- Huguette Duflos (né en 1887 à Limoges-1982), actrice française.
- Marcel Marceau (1923-2007), mime et acteur français.
- Mario David (1927-1996), acteur français.
- Maryse Paillet (née vers 1900 à Limoges-après 1970), actrice française.
- William Sabatier (1923-2019), acteur français.
- Max Amyl (1921-1982), acteur français.
- Nicolas Maury (1980), acteur, chanteur et réalisateur français.
- Victoire Bélézy (né en 1987 à Limoges), actrice française.
- Pierre Meyrand (1932-1999), acteur et metteur en scène français.

## Artistes plastiques

### Architectes
- André Ravéreau (né en 1919 à Limoges et mort en 2017), architecte.
- Roland Castro (1940-2023), architecte, candidat à l'élection présidentielle de 2007 avant de se retirer, faute de parrainages.
- Pierre Prosper Chabrol (né en 1812 à Limoges -1815), architecte.
- Jean-Pierre Paquet (né en 1907 à Limoges -1975), architecte.
- Thierry Despont (1948-2023), architecte designer.
- Henri Vergnolle, né en 1891 à Linards et décédé en 1958 à Paris, architecte du monument aux morts de Limoges. Il a été président du conseil municipal de Paris du 24 juin 1946 jusqu'en 1947.
- Henri Vicariot, né en 1910 à Limoges et décédé en 1986 à Versailles, architecte.

### Artistes conceptuels
- Geoff Bunn (né en 1963 à Birmingham), artiste anglais installé à Limoges depuis 2003.

### Émailleurs
- Ernest Blancher (1855-1935), émailleur.
- Louis Bourdery (1852-1901), émailleur.
- Louis Clément (1885 † 1977), mort à Limoges, maître émailleur français.
- Pierre Courteys (1520-1591), émailleur et peintre.
- Louis Dalpayrat (1838-1901), émailleur.
- Camille Fauré (1872-1955), émailleur.
- Léon Jouhaud (1874-1945), natif de Limoges, émailleur.
- Henri Audoynaud (1811-1878), émailleur.
- Bernard Lachaniette, artiste émailleur, peintre et sculpteur français né à Limoges en 1949.
- Léonard Limosin (1505-1577), natif de Limoges, émailleur et peintre.
- Georges Magadoux (1909-1983), peintre, découvre l'émail en 1941 et est le principal artisan de la création de la première Biennale internationale de l’émail de Limoges en 1971.
- Alexandre Marty (1876-1943), émailleur.
- Jean Pénicaud I (? - 1540), émailleur et peintre, exerce à Limoges.
- Jean Pénicaud II (?/c.1585), émailleur et peintre.
- Jean Pénicaud III (XVIe siècle), émailleur et peintre.
- René-Ernest Ruben (1808-1900).

### Peintres, dessinateurs et graveurs
- Francis Chigot (1879-1960), verrier français.
- Coutisson des Bordes (1885-1949)
- Charlotte Roimarmier (1878-1959), peintre impressionniste française.
- Yann Fastier, illustrateur.
- Jules de Fressiniat (1820-1910), artiste peintre.
- Charles Giroux (1861-1940), graveur d'interprétation et aquafortiste, natif de Limoges.
- Raoul Hausmann (né en 1886 à Vienne (Autriche) et décédé en 1971 à Limoges), peintre et acteur du mouvement Dada, réfugié à Limoges dès 1944.
- Jean Joyet (1919-1994), peintre, graveur et sculpteur de l'École de Paris.
- Élie Lascaux (1888-1968), peintre naïf français.
- Auguste Renoir (1841-1919), natif de Limoges, peintre.
- Jean-Joseph Sanfourche (1929-2010), peintre, dessinateur et sculpteur.
- Maurice Ménardeau (1897-1977), peintre.
- Pierre Jarraud (1941-1997), artiste peintre.
- Pierre Lissac (1878-1955), peintre , illustrateur et graveur sur bois.
- Gabriel de Cool (1854-1936), peintre.
- Delphine de Cool (1830-1921), artiste peintre.

### Sculpteurs
- Aimée Bianchi (1878-1961), sculptrice.
- Léonce Dumoulin (1865-1920), sculptrice.
- Henri Coutheillas (1862-1927), sculpteur.
- Martial Adolphe Thabard (1831-1905), sculpteur.

## Aviateurs
- Maryse Bastié (Limoges, 1898 - Bron, 1952), aviatrice.

## Cinéastes
- Philippe Tomblaine (né en 1975 à Limoges), professeur et auteur, cofondateur du Festival du court-métrage de Limoges (1999).
- Fabrice Garcia-Carpintero (1980), auteur, slameur, comédien, réalisateur, producteur, éditeur

## Compositeurs et musiciens
- André Le Gentile (1878-1966), musicien, compositeur de musique traditionnelle, professeur de musique, proche du mouvement félibréen
- Marc Lanjean (né en 1903 à Limoges et mort en 1964), compositeur français.
- Maurice Reverdy (1953-2015), auteur-compositeur-interprète et guitariste français.
- Rose Avril (née en 1920 à Limoges et morte en 1973), chanteuse et actrice française.
- Christophe Coin (né en 1958), violoncelliste et gambiste, directeur artistique de l'Ensemble baroque de Limoges.
- Gabriel Defrance (née en 1878 à Limoges et morte en 1952), musicien, tambour-major de la Garde républicaine, également à l’origine de l'Union des fanfares de France et de celles de la Fédération gymnastique et sportive des patronages de France.
- Fanny J (1987), chanteuse française.
- Ivan Milhiet (1973-2009), tubiste.
- Anorexia Nervosa groupe de black metal limougeaud formé en 1995.
- Patrick Loiseau (né en 1949 à Limoges), auteur-interprète.
- Christelle Lassort (1979-), violoniste française
- Emmanuel Séjourné (1961), compositeur, percussionniste.
- Dmytro Chourov (1981), auteur-compositeur-interprète, pianiste et chanteur ukrainien.
- Daniel Kientzy (1951), musicien professionnel français.
- Serge Gainsbourg (1928-1991), auteur-compositeur-interprète français.
- Gauvain Sers (né en 1989 à Limoges), auteur-compositeur-interprète.
- Louise Myriel chanteuse « légère » française d'opéras et d'opérettes.
- Le groupe de rock anglais Prefab Sprout, dont le premier single s'appelait Lions In My Own Garden : Exit Someone, acronyme en référence à la ville de Limoges, ville où se trouvait alors la petite amie du chanteur Paddy McAloon[1].

## Ecclésiastiques
- François-Xavier Audouin (1765-1837), homme d'Église et révolutionnaire français.
- François Blondel (né en 1940 à Limoges), évêque de Viviers.
- François Béchamel (1637-1676), prêtre jésuite français, professeur au collège de Limoges.
- Adémar de Chabannes (v. 989-1034), moine, chroniqueur et compositeur français de l'abbaye Saint-Martial de Limoges.
- Joseph Tov Elem XIe siècle, rabbin et poète français qui dirige les communautés juives de Limoges.
- François-Xavier d'Entrecolles (1664-1741), prêtre jésuite français, missionnaire en Chine impériale.
- Étienne de Grellet (1772–1855), missionnaire quaker français.
- Jean Truffy (1909-1958), Prêtre catholique
- Roméo de Limoges (mort vers 1380), moine de Limoges.
- Martial de Limoges (IIIe siècle), premier évêque et saint patron de Limoges.
- Saint Loup de Limoges (mort en 632), évêque de Limoges.
- Valérie de Limoges (IIIe siècle), sainte patronne de Limoges.
- Louis Paul Rastouil (1884-1966), évêque de Limoges.
- Alfred Flocard (1866-1938), évêque de Limoges.
- Alexis Blum (1942), grand-rabbin français, rabbin à Reims, puis à Paris et à Neuilly-sur-Seine.
- Benjamin Joseph Blanger (1821-1887), évêque de Limoges.
- Bernard Buissas (1796-1856), évêque de Limoges.
- Prosper de Tournefort (1761-1844), évêque de Limoges.
- Benjamin de L'Isle-du-Gast (1675-1739), évêque de Limoges.
- Honoré de Sainte-Marie, (1651-1729), religieux français.

## Économistes
- Edmond Malinvaud (né en 1923 à Limoges), économiste.

## Écrivains
- Marie-Noëlle Agniau (née en 1973), poète et philosophe française, a fait une partie de ses études supérieures à Limoges.
- Nicolas Bouchard (né en 1962), écrivain français, habitant de Limoges.
- Laurent Bourdelas (né en 1962 à Limoges), écrivain, poète, revuiste, historien et photographe français.
- Élie Berthet (1815-1891), écrivain français.
- Mathieu Belezi (né en 1953 à Limoges), écrivain français.
- Marcelle Delpastre (1925-1998), poète limousine de langue occitane et française.
- Agnès Clancier (née en 1963), romancière française, a fait ses études secondaires à Limoges.
- Georges-Emmanuel Clancier (né en 1914), poète et romancier français.
- Jules Claretie (né en 1840 à Limoges-1913), écrivain et historien français.
- Jean Dorat (né en 1508 à Limoges-1588), humaniste et poète français.
- Georges Fourest (né en 1867 à Limoges-1945), écrivain et poète français.
- Robert Giraud (1921-1997), poète, romancier et lexicologue français, a passé son enfance à Limoges.
- Jacques Lacarrière (1925-2005), écrivain français
- Jean-Marie Maury dit Jan dau Melhau (né en 1948 à Limoges), artiste français, écrivain et éditeur occitan.
- Louis Pérouas (1923-mort en 2011 à Limoges), historien de l'histoire de l'Église catholique romaine française.
- Maurice-Bernard Endrèbe (né en 1918 à Limoges et mort en 2005), traducteur, chroniqueur et écrivain français.
- Tōson Shimazaki (1872-1943), écrivain japonais, exilé à Limoges en 1914.

## Industriels
- Valérie Bernis (1958), femme d'affaires française, ancienne directrice générale adjointe chez Engie.
- Aimé Bourbonnaud (1874-1943), fut lieutenant de vaisseau, sous-directeur du trafic du Canal de Suez à Ismaïlia et homme d'affaires français.
- Michel Bernardaud (né en 1957 à Limoges), président du directoire de la société Bernardaud.
- Adrien Dubouché (né en 1818 à Limoges-1881), homme d'affaires et amateur d'art français, dont le nom a été donné au musée national de porcelaine de Limoges.
- Isabelle Moins (née en 1964 à Limoges), dirigeante des NTIC.
- Rolland-Yves Mauvernay (1922-2017), docteur en pharmacie et un chef d'entreprise français et suisse.
- Paulin Talabot (né en 1799 à Limoges - 1885), industriel et ingénieur français, personnalité du chemin de fer.
- Jacques Valade, président de la SAEMS, a dirigé la société J.M. Weston, et vice-président de l'Association Limoges CSP Basket-ball.

## Journalistes - Animateurs de média
- Simon Arbellot (né en 1897 à Limoges, mort en 1965), journaliste français et écrivain, auteur d'essais et de roman policier.
- Georges Briquet (1898-1968), journaliste sportif.
- Yves Bigot (né en 1955 à Limoges), patron de RTL.
- Patrice Carmouze (né en 1951), animateur radio et télévision. Il a passé une partie de sa jeunesse à Limoges.
- Alexandre Papilian (1947-2023), écrivain et journaliste français
- Louis Peyramont (né en 1839 à Limoges, mort en 1900), journaliste.
- Michel Denisot (né en 1945), journaliste français de Canal+, ancien pigiste radio de l’ORTF à Limoges.
- Michèle Demai (né en 1941 à Limoges et morte en 2017), présentatrice et speakerine de la télévision française.
- Marie-Laure Dorcet (née en 1994), journaliste française de Radio France.
- Étoiles (né le 2 août 1996 à Limoges), streamer, animateur
- Édouard Pouyat (1813-1838), journaliste et écrivain.
- Bertrand Fissot, animateur radio sur France Bleu.
- Vincent Perrot (né en 1965), journaliste français, animateur de radio et de télévision, spécialiste des musiques de film. Il a vécu à Limoges.
- Ève Ruggieri (née en 1939 à Limoges), animatrice de radio et de télévision (Ève raconte sur France Inter, Musiques au cœur sur France 2).
- Éric Dupin (né en 1955 à Limoges), journaliste et écrivain français.
- Pascal Sevran (né en 1945 et décédé en 2008 à Limoges), animateur, producteur de télévision, parolier et écrivain.
- Raphaël Ebenstein (né en 1973 à Limoges), journaliste français.
- Henri de Noussanne (1865-1936), journaliste, éditeur, écrivain et dramaturge.

## Militaires
- Martial Beyrand (Limoges, 1768-Castiglione delle Stiviere, 1796), général de brigade français, tué lors de la bataille de Castiglione.
- Mathieu Joseph d'Arbonneau (Limoges, 1750-Janailhac, 1813), général de brigade français.
- Thomas-Robert Bugeaud (Limoges paroisse Saint-Pierre-du-Queyroix, 1784[2] -Paris, 1849), maréchal de France (1843).
- Léonard Cacatte (Limoges, 1760-Limoges, 1837), général de brigade français.
- Georges Catroux (Limoges, 1877-Paris, 1969), général et résistant français, Compagnon de la Libération[3].
- Georges Leblanc (général) (Limoges, 1896-Paris, 1989), général de corps d'armée français.
- Jacques Begoügne de Juniac (Limoges, 1762-Versailles, 1841), général de brigade français.
- Jacques François Ardant de Beaublanc du Masjambost (Limoges, 1761-Metz, 1836), Maréchal de camp.
- Jean-Baptiste Dalesme (Limoges, 1763-Paris, 1832), général français de Napoléon Ier.
- Joseph Arthur Dufaure du Bessol (Beaulieu-sur-Dordogne, 1828-Limoges, 1908), général français.
- Joseph Romanet ( né en 1748 à Limoges et mort en 1829), général de brigade français.
- Jean-Baptiste Jourdan (Limoges, 1762-Paris, 1833), maréchal français de Napoléon (1804).
- Jean-Baptiste Martial Materre (Limoges, 1772-Eyburie, 1843), général de brigade français.
- Henry Kirsch (Limoges 1912 - Guéret 1997), officier français du Régiment de marche du Tchad, Compagnon de la Libération.
- Alain Coldefy (né en 1946 à Limoges), major général des armées puis inspecteur général des armées.
- Augustin Eugène Mariaux (Limoges, 1864-1944), général français, gouverneur des Invalides et directeur du musée de l'Armée.
- Antoine Beaudemoulin (Limoges, 1857-1927), général de division français.
- Jean Thévet de Lessert (Limoges, 1737-Angoulême, 1822), général français des armées de la République.
- Bob Maloubier (1923-2015), résistant du maquis limousin, agent secret français du Special Operations Executive britannique pendant la Seconde Guerre mondiale. Un Boulevard Robert-Maloubier|voie lui est dédiée à Limoges.
- Charles Dumoulin (général) (Limoges, 1768-1847), général de division français.
- Henri Soulat (Limoges 1918 - Pau 1989), officier français du Groupe de bombardement Lorraine, Compagnon de la Libération.
- Martial Valin (Limoges, 1898, Neuilly-sur-Seine, 1980), commandant des Forces aériennes françaises libres (FAFL), Compagnon de la Libération[4].
- François Victor Dupuy de Saint-Florent (Limoges, 1773-Limoges, 1838), général de brigade français.

## Politiciens
- Henri François d'Aguesseau (Limoges, 1668-Paris, 1751), chancelier.
- Léon Betoulle (né en 1871 à Limoges et mort en 1956 à Limoges), homme politique, deux fois maire de Limoges de 1912 à 1941 et 1947 à 1956, homme-clé de la vie politique limougeaude pendant trois décennies.
- Jacques Juge de La Borie (Limoges, 1702-Limoges, 1779), avocat du roi au Présidial, premier maire de Limoges.
- Pierre-Alpinien Bourdeau (1770-1845), maire de Limoges, député de la Haute-Vienne, ministre et pair de France.
- Jean-Baptiste Chamiot-Avanturier (1812-1891), homme politique, préfet de la Corrèze, député de la Corrèze de 1849 à 1851
- Marcel Champeix (Masseret, 1902-Limoges, 1994), Secrétaire d'État à l'Algérie (1956-1957) et président du groupe PS au Sénat de 1959 à 1980.
- Pierre Dartout (né en 1954 à Limoges), ministre d’État (chef du gouvernement) de la principauté de Monaco depuis 2020.
- Marcel Rigout (né en 1928 et mort en 2014 à Limoges), Ministre de la Formation professionnelle (1981-1984).
- Maurice Laporte-Bisquit (né en 1842 à Limoges et mort en 1908), homme politique français.
- Xavier Darcos (Limoges, 1947), homme politique et essayiste, ministre du Travail du gouvernement Fillon (2009).
- Alphonse Denis, député de Haute-Vienne et conseiller général de Limoges.
- Élie Domota (1963-), syndicaliste guadeloupéen ayant suivi une partie de ses études à Limoges.
- Roland Dumas (1922-2024), homme politique français, ancien ministre des Affaires étrangères et ancien président du Conseil constitutionnel.
- Léon Faucher (Limoges, 1803-Marseille, 1854), journaliste, économiste et homme politique, ministre sous Louis-Napoléon Bonaparte de 1849 à 1851.
- Georges Dayras, (Limoges, 1894-Paris, 1968) directeur de cabinet de plusieurs ministres, maître des requêtes au conseil d'État et homme politique français.
- Georges Guingouin (né en 1913 à Magnac-Laval et mort en 2005), militant du Parti communiste français (PCF) jusqu'en 1952, il joue un rôle de premier plan dans la Résistance, maire de Limoges de 1945 à 1947.
- Louis Longequeue (né en 1914 à Saint-Léonard-de-Noblat et mort en 1990 à Limoges), homme politique français appartenant au PS, incontournable de la vie politique limougeaude pendant 34 ans, maire de Limoges de 1956 à 1990.
- Louis de Guiringaud (née en 1911 à Limoges et mort en 1982), homme politique et diplomate français.
- Alain Marsaud (Limoges, 1949), juge et homme politique, ancien chef du Service central de lutte antiterroriste, ancien député de la Haute-Vienne, ancien conseiller municipal de Limoges, conseiller général de la Haute-Vienne.
- Henri Pougeard-Dulimbert ou Pougeard du Limbert (1817-1898), haut fonctionnaire français, préfet de la Deuxième République puis du Second Empire.
- Gérard Vandenbroucke (née en 1948 à Limoges et mort en 2019 à Limoges), homme politique français.
- Gabriel Nicolas de la Reynie (Limoges, 1625-Paris, 1709), premier lieutenant général de police.
- François Pougeard du Limbert ou Dulimbert (1753-1837), parlementaire et jurisconsulte.
- Sadi Carnot (Limoges, 1837-Lyon, 1894), président de la République, mort assassiné durant son mandat.
- Fernand Dupuy (née en 1917 et mort en 1999 à Limoges), maire de Choisy-le-Roi et député de la Seine puis du Val-de-Marne.
- Karine Berger (née en 1973 à Limoges), femme politique française, Économiste.
- Marie-Pierre Vedrenne (1982), femme politique française.
- Jacques Santrot (1939-), universitaire, maire de Poitiers de 1977 à 2008.
- Robert Savy (1931-), professeur de droit et homme politique français, ancien député et ancien président du Conseil régional du Limousin.
- Robert Laucournet (né en 1921 à Limoges et mort en 2008 à Limoges-), homme politique français.
- Henri Labroue (1880-1964), universitaire, Professeur en classe préparatoire à Limoges, avocat et un homme politique français.
- Sedullos (? - mort en -52 av. J.-C. au siège d'Alésia), chef gaulois, limousin plutôt que limougeaud, tué à Alésia.
- Sophie Dessus (née en 1955 et morte en 2016 à Limoges), maire d'Uzerche de 2001 à sa mort et députée de la 1re circonscription de la Corrèze, succédant à François Hollande en 2012.
- Étienne de Silhouette (Limoges, 1709-Bry-sur-Marne, 1767), contrôleur général des Finances.
- Adrien Tixier (Folles, 1893-Paris, 1946), homme politique français, président du Conseil général de Haute-Vienne, ministre de l’Intérieur du général de Gaulle de 1944 à 1946, créateur des CRS et de la DST.
- Pierre-Victurnien Vergniaud (Limoges, 1753-Paris, 1793), révolutionnaire girondin.
- Pascal Lavergne (Limoges, 1967), homme politique français.

### Résistants
- Georges Dumas (1895-1944), membre de l'Armée secrète, Juste parmi les nations.
- Gaston Hyllaire, (1911-1994), résistant français, chef régional pour le Limousin du Mouvement de libération nationale.
- Jean Gagnant (1904-1944), responsable de Libération-Sud, déporté et mort à Dachau.
- Jean Cavaillès (1903-1944), philosophe des mathématiques, cofondateur du mouvement de résistance Libération-Sud, Compagnon de la Libération à titre posthume, détenu au Camp de Saint-Paul-d'Eyjeaux fin 1942.
- Thérèse Menot (1923-2009), déportée à Ravensbrück, élevée au rang de Chevalier dans l'Ordre des Palmes Académiques, de Commandeur dans l'Ordre National du Mérite puis de Commandeur dans l'Ordre National de la Légion d'Honneur, le 21 mai 2008.
- Victor Nessmann (1900-1944), médecin et résistant français.
- Eugène Pinte (1902-1951), il participera à la prise de Limoges le 21 août 1944.
- Philippe Papon (né en 1910 et mort en 1993 à Limoges), résistant français.
- Dolors Prat Coll (1905-2001), résistante républicaine espagnole, internée au camp de Magnac-Laval.
- Gilbert Bugeac (né en 1901 et mort en 1976 à Limoges), résistant français, Compagnon de la Libération.
- Germaine Ribière (née en 1917 à Limoges et morte en 1999 à Limoges), catholique, Juste parmi les nations qui sauva de nombreux juifs durant la Seconde Guerre mondiale.
- Georges Bruguier (1884-1962), homme politique du Gard, détenu au Camp de Saint-Paul-d'Eyjeaux.
- Rose Vinoy (né en 1916 et morte en 1991 à Limoges), caviste, résistante française.
- Martial Brigouleix (1903-1943), emprisonné à la prison de Limoges en 1943, compagnon de la Libération.
- Roger Sinaud militaire français, Compagnon de la Libération, et un administrateur des colonies françaises.
- Alexandre Krementchousky (1905-1979), médecin et résistant français, Compagnon de la Libération.

## Scientifiques
- Louis Joseph Gay-Lussac (né en 1778 à Saint-Léonard-de-Noblat et mort en 1850), chimiste et physicien français.

## Sportifs
- Bastien Augusto (né en 1999 à Limoges), athlète français.
- Benoît Badiashile (né en 2001 à Limoges), footballeur français.
- Benjamin Monclar ( né en 1988 à Limoges), basketteur français.
- Loïc Badiashile (né en 1997 à Limoges), footballeur français.
- Damien Chouly (né en 1985 à Limoges), joueur de rugby français.
- Lionel Chamoulaud (né en 1959 à Limoges), journaliste sportif français.
- Renaud Lachaise ( né en 1991 à Limoges), joueur français de volley-ball français.
- Richard Billet ( né en 1957 à Limoges), basketteur français.
- Édouard Choquet ( né en 1988 à Limoges), basketteur français.
- Élodie Nakkach ( né en 1995 à Limoges), footballeuse internationale marocaine.
- Richard Dacoury (né en 1959), basketteur français, a joué au Limoges CSP de 1978 à 1996.
- Henri Deglane (né en 1902 à Limoges, mort en 1975), lutteur et catcheur, champion olympique en 1924.
- Henri Rabaute ( né en 1943 à Limoges-2000), coureur cycliste français.
- David Ducourtioux (né en 1978 à Limoges), footballeur français.
- François Duboisset (né en 1967 à Limoges), joueur de rugby français.
- Frédéric Forte (né en 1970 et mort en 2017 à Limoges), ancien basketteur et entraîneur français, ancien président du Limoges CSP.
- Frédéric Sarre (né en 1961 à Limoges), entraîneur français de basket-ball.
- Loïc Guillon (né en 1982 à Limoges), footballeur français.
- Martin Lamou (né en 1999 à Limoges),  athlète français.
- Lili Motto (1918-1980), nageuse française.
- Luc Leblanc (né en 1966 à Limoges), coureur cycliste français.
- Claude Mandonnaud (née en 1950 à Limoges), nageuse française.
- Karim Aït-Fana (né en 1989 à Limoges), footballeur français.
- Maxime Méderel (né en 1980 à Limoges), coureur cycliste français.
- Matthieu Vaxiviere (né en 1994 à Limoges), pilote automobile français.
- Marcel Lalu (né en 1882 à Limoges et mort en 1951), gymnaste français.
- Jean Mouveroux (1902-1988) coureur cycliste français.
- Guillaume Moreau (1983) pilote automobile et entrepreneur français.
- André Verger (né en 1906 à Limoges et mort en 1978), joueur de rugby français.
- Ania Monica Caill (né en 1995 à Limoges), skieuse alpine roumaine spécialisée dans les épreuves de vitesse.
- Alassane N'Diaye (né en 1991 à Limoges), footballeur français.
- Ferris N'Goma (né en 1993 à Limoges), footballeur français.
- Cédric Pénicaud (né en 1971 à Limoges), nageur français.
- Carole Cormenier (née en 1990 à Limoges), tireuse sportive française.
- Patrick Aldaya (né en 1962 à Limoges), footballeur français.
- Paul Dufour (pilote) (né en 1997 à Limoges), pilote de moto français.
- Paul Babiloni (né en 1990 à Limoges), footballeur français.
- Pauline Bourdon (né en 1995 à Limoges), joueuse de rugby française.
- Agathe Sochat (né en 1995 à Limoges), joueuse de rugby française.
- Laurent Peyrelade (né en 1970 à Limoges), footballeur français.
- Marie-Henriette Manuel-Doussaint (né en 1937 à Limoges-2010), joueuse française de basket-ball.
- Tony Mauricio (né en 1994 à Limoges), footballeur français.
- Lina Queyroi (née en 2001 à Limoges), joueuse internationale française de rugby à XV.
- Fanny-Estelle Posvite (née en 1992 à Limoges), judokate française.
- Valentin Retailleau (né en 2000 à Limoges), coureur cycliste français.
- Sébastien Turgot (né en 1984 à Limoges), coureur cycliste français.
- Sébastien Puygrenier (né en 1982 à Limoges), footballeur français jouant actuellement à l'AS Nancy-Lorraine.
- Arthur Rougier (né en 2000 à Limoges), pilote automobile, sacré champion de France de Formule 4 en 2017.
- Doriane Vidal (née en 1976 à Limoges), championne française de snowboard, spécialiste du half-pipe.
- Zoé Chalumeau ( né en 1985 à Limoges), basketteuse française.
- Waniss Taïbi ( né en 2002 à Limoges), footballeur français.
- Sébastien Gardillou, (1975-), entraîneur français de handball.